# Степанов Юрій Іванович
Юрій Іванович Степа́нов (1 лютого 1920, Панчеве — 1 грудня 2011) — український архітектор; заслужений архітектор УРСР з 1981 року.

## Біографія
Народився 1 лютого 1920 року в селв Панчевому (тепер Новомиргородського району Кіровоградської області). У 1937—1947 роках (з перервою) навчався в Одеському інженерно-будівельному інституті. Брав участь у німецько-радянській війні. Служив ад'ютантом штабу 237-ї танкової бригади 31-го танкового корпусу Першого Українського фронту. Війну закінчив у званні старшого лейтенанта. Нагороджений орденами і медалями. Член ВКП(б) з 1944 року.

## Споруди
В Одесі:
- готель (1977—1980);
- комплекс гуртожитків по вулиці Ювілейній (1973—1983);
- забудова північного району міста (1981—1990).

## Військові нагороди
Нагороджений:
- орденом Червоної Зірки (25 серпня 1944);
- орденом Вітчизняної війни 1-го ступеня (6 квітня 1985) та двома орденами Вітчизняної війни 2-го ступеня (9 лютого 1945; 22 травня 1945);
- медаллю «За перемогу над Німеччиною у Великій Вітчизняній війні 1941—1945 років» (9 травня 1945)[1].